# Pune (Cantonment)
Pune Cantonment ist ein Cantonment im indischen Bundesstaat Maharashtra. Es bildet einen Vorort der Millionenstadt Pune. Das Cantonment ist trotz seines Namens kein Teil der Gemeinde Pune, sondern bildet eine eigenständige Verwaltungseinheit.
Die Siedlung ist Teil des Distrikts Pune. Pune Cantonment hat den Status eines Cantonment Board. Die Stadt ist in 8 Wards gegliedert. Sie hatte am Stichtag der Volkszählung 2011 insgesamt 71.781 Einwohner, von denen 37.046 Männer und 34.735 Frauen waren. Hindus bilden mit einem Anteil von ca. 57 % die größte Gruppe der Bevölkerung in der Stadt gefolgt von Muslimen mit ca. 23 %, Christen mit ca. 8 %, Buddhisten mit ca. 5 % und Jainas mit ca. 3 %. Die Alphabetisierungsrate lag 2011 bei 93,6 %.
Das Pune Cantonment wurde 1817 für die Unterbringung von Truppen der britisch-indischen Armee gegründet. Er beherbergt noch heute viele militärische Einrichtungen. Es ist auch bekannt für seine vielen Einkaufsmöglichkeiten wie MG Road und East Street. Das Hauptquartier des Südkommandos der indischen Armee befindet sich in Pune Cantonment. Das National War Memorial Southern Command, das an gefallene Soldaten der indischen Streitkräfte erinnert, befindet sich ebenfalls hier.